# S. S. Van Dine
S. S. Van Dine és el pseudònim sota el qual va escriure les seves novel·les l'escriptor estatunidenc Willard Huntington Wright (15 d'octubre de 1888 - 11 abril 1939) un crític d'art i autor estatunidenc. Va crear el personatge del detectiu Philo Vance, que va aparèixer per primera vegada en llibres el 1920, després en pel·lícules i ràdio. Malgrat la gran difusió que van tenir en el seu moment Van Dine i Vance, avui estan oblidats o són desconeguts per la majoria.
Va néixer a Charlotesville (Virgínia) i va estudiar al Pomona College i després a Harvard i a l'estranger. Fou crític d'art, nove·lista i periodista. Redactor literari de Los Angeles Times (1907) i després director de Smart Set, crític d'art del Fòrum, director literari del New York Evening Mail, director musical i artístic del San Francisco Bulletin i crític d'art del Hearst's International Magazine. El 1925, mentre estava recuperant-se d'una malaltia, va escriure The Benson Murder Case, que fou la primera d'una seria de dotze novel·les policíaques molt populars en què fins al darrer moment no es descobria a l'assassí, que sempre era el que menys ho semblava, i que era descobert no per la policia o el fiscal sinó per un aficionat de nom Philo Vance, un educat culte i ric personatge de l'alta societat novaiorquesa expert en resoldre aquestos misteris, amb un secretari de nom S. S. Van Dine, la personalitat del qual adoptà Wright per narrar les històries. Les sis primeres foren considerades molt bones mentre les sis darreres van perdre progressivament la qualitat. La darrera era encara un projecte per polir i la seva mort en va impedir l'acabament.

## Biografia
Willard Huntington Wright va ser fill d'Archibald Davenport Wright i Annie Van Vranken Wright, va néixer el 15 d'octubre de 1888 a Charlottesville, Virgínia (Estats Units). Va assistir al St Vincent College, Pomona College, i a la Universitat Harvard. Va estudiar art a Múnic i París, un aprenentatge que el va portar a obtenir un treball com a literat i crític d'art per al diari Los Angeles Times. La primerenca carrera en literatura (1910 - 1919) va ser deguda a dues causes. Una va ser el gust pel Naturalisme literari i altra la seua salut
Va escriure una novel·la, The Man of Promise, i algunes històries curtes, com a editor de la revista The Smart Set també va publicar similars relats de ficció per a altres. El 1907, Wright es va casar amb Katharine Belle Boynton de Seattle, Washington. Es va casar per segona vegada l'octubre de 1930. La seva esposa va ser Eleanor Rulapaugh, coneguda professionalment com a Claire D'Lisle, una pintora de retrats.
Des de 1912 a 1914, va editar The Smart Set, una revista literària de Nova York, i va continuar escrivint com a crític i cronista fins a 1923, quan es va emmalaltir, fet que va ser donat a conèixer com excés de treball, però era en realitat la seua secreta addicció a les drogues, d'acord amb la biografia realitzada per John Loughery.
El seu metge ho va confinar en un llit (pretextant una malaltia cardíaca) per més de dos anys. Frustrat i avorrit, va començar a col·leccionar i estudiar milers de volums de crim i detecció. Això va ser compensat el 1926 amb la seva primera novel·la com a S.S. Van Dine, “El cas de l'assassinat de Benson”.
Wright va prendre aquest pseudònim de Van Dine, un vell nom familiar, i l'abreviatura de "Steamship" (vaixell de vapor). Va escriure més d'onze misteris, i els primers llibres dels quals sobre el seu detectiu aficionat de classe alta, Philo Vance (qui compartia el seu amor per l'estètica com Wright), van ser tan populars que Wright es va tornar pròsper per primera vegada a la vida. Els seus llibres posteriors van declinar en popularitat i també perquè el gust públic en la literatura de misteri canviava.
Es va mudar a un penthouse i gaudia gastar la seva fortuna en forma similar a com ho feia l'elegant i snob Vance. Wright va morir l'11 d'abril de 1939 a la ciutat de Nova York, un any després de la publicació d'una novel·la experimental la qual tractava sobre una de les més grans estrelles de la comèdia radiofònica, “El misteri del café Domdaniel”.

## Obres
A més del seu èxit com a escriptor de ficció, la llarga introducció i notes a l'antologia de “Les millors històries de detectius del món” (1928) de Wright, és encara important en la història de l'estudi crític de la ficció detectivesca. Tot i que desactualitzat pel pas del temps, aquest assaig és encara el cor al voltant del qual molts altres s'han anat construint.
Wright també escriu una sèrie d'històries curtes per a la productora cinematogràfica Warner Brothers a principis de 1930. Aquestes històries van ser emprades com a base per a una sèrie de dotze curtmetratges, cadascun d'ells al voltant de vint minuts de durada, que van ser estrenats el 1930 - 1931.
D'aquestes, “El misteri de l'assassinat de la calavera” (1931) mostra la vigorosa construcció de Wright. És també notable pel tractament no-racista dels protagonistes xinesos, alguna cosa bastant inusual en aquells dies. Fins on se sap, cap d'aquests guions de Van Dine han estat publicats en forma de llibres i sembla que cap dels manuscrits sobreviu fins avui. Els curtmetratges van ser extremadament populars en una època i Hollywood va fer centenars d'ells durant l'era dels estudis. Excepte per un grapat de comèdies mudes, la majoria d'aquests films estan avui dia oblidats i no estan tan sols esmentats en els llibres de referència de pel·lícules.

### Obres policíaques
Les 12 novel·les en què va aparèixer el detectiu Philo Vance són: 
- 1926 - The Benson Murder Case (El crim de Benson)
- 1927 - The Canary Murder Case (El crim de la Canària)
- 1928 - The Greene Murder Case (L'assassí fantasma)
- 1928 - The Bishop Murder Case (Els crims del Bisbe)
- 1929 - The Scarab Murder Case (L'escarabat sagrat)
- 1933 - The Kennel Murder Case (Matant a l'ombra)
- 1934 - The Dragon Murder Case (L'estany del Drac)
- 1934 - The Casino Murder Case (L'assassinat del Casino)
- 1935 - The Garden Murder Case (El cas Garden)
- 1936 - The Kidnap Murder Case (El cas del segrest)
- 1938 - The Gracie Allain Murder Case (El misteri del cafè Domdaniel)
- 1939 - The Winter Murder Case (El cas Rexon)

### Altres obres
- Europa after 8:15 (1913), junt amb H. L. Mencken i G. J, Nathan
- Modern Painting (1915)
- The Man of Promise (novel·la, 1916)
- Misinforming a Nation (1917)
- The future of Painting (1923)